# 도사키타가와역
도사키타가와역(일본어: 土佐北川駅)은 일본 고치현 나가오카군 오토요정에 있는 시코쿠 여객철도 도산 선의 역이다. 역 번호는 D 33이며, 섬식 승강장 1면 2선의 구조를 지녔으나 철교에 설치된 철도 역사이다.

## 타는 곳
| 1 | ■ 도산 선 | (상행) | 오보케 · 아와이케다 방면      |
| 2 | ■ 도산 선 | (하행) | 도사야마다 · 고멘 · 고치 방면 |

## 역 주변
- 국도 제32호선

## 역사
- 1960년 10월 1일 : 개업.
- 1987년 4월 1일 : 민영화에 따라, 시코쿠 여객철도로 이관.

## 인접 정차역
| 시코쿠 여객철도 도산 선 | 시코쿠 여객철도 도산 선 | 시코쿠 여객철도 도산 선   |
| ----------------------- | ----------------------- | ------------------------- |
| D 32 오스기 다도쓰 방면 | 도산 선                 | 가쿠모다니 D 34 고치 방면 |